# Ständegesellschaft
Ständegesellschaft bezeichnet in den Humanwissenschaften eine hierarchisch geordnete Gesellschaft mit voneinander abgegrenzten sozialen Gruppierungen – den Ständen oder Geburtsständen – mit eigenen rechtlichen, sozialen und kulturellen Normen, deren Zusammenhalt auf Gemeinsamkeit in Abstammung, Beruf, Besitz oder Bildung und Arbeit beruht.

## Grundlagen

### Stand, Klasse und Schicht
Vom Stand zu unterscheiden sind die soziologischen Begriffe Klasse und Schicht: Der Stand unterscheidet sich von einer sozialen Klasse und einer sozialen Schicht durch selbstdefinierte Unterscheidungsmerkmale wie Standesehre oder Standesethik, die auch als Standesverfassung festgelegt sein können. Stände haben oft eine eigene Emblematik in Form von Siegeln, Fahnen, Wappen und Insignien der Führungsfunktionen.
Im Gegensatz zu Klasse und Schicht, die eine soziale Rolle darstellen, ist der Stand ein persönliches Attribut einer Person. Insofern ähnelt die Ständegesellschaft der Kastenordnung. Die Ständeordnung ist konservativ in dem Sinne, dass ein Wechsel des Standes in der Regel nicht möglich ist, während sich die Zugehörigkeit zu einer Klasse oder Schicht durch veränderte Lebensumstände ändern kann. Häufig sind Stand und Kaste erblich (Geburtsstand).

### Ständegesellschaft und Feudalismus
Die Ständegesellschaft ist von der Feudalgesellschaft zu unterscheiden, auch wenn die Feudalgesellschaft meist eine Ständegesellschaft ist. Der Feudalismus beschreibt ein hierarchisches Verhältnis zwischen Herr und Lehnsmann, das vor allem in der herrschenden Schicht angesiedelt ist, dabei auch ständische Elemente ausbildet, aber eine vertikale Gliederung der Gesellschaft hervorbringt. Die ständische Ordnung einer Gesellschaft spiegelt dagegen die unterschiedliche Wertung menschlichen Handelns in den Sphären des Glaubens, der Arbeit und des Krieges wider. Während die feudale Ordnung auf der Verteilung von Grund und Boden beruht und damit an eine vorwiegend agrarisch geprägte Gesellschaft gebunden ist, können Stände in jeder arbeitsteiligen Gesellschaft entstehen.

### Stände und Ständegesellschaften
Ein Stand muss nicht notwendigerweise in eine vollständig ständische Gesellschaft eingebunden sein. Wie die Kaste bezieht sich auch der Stand auf das Funktionsprinzip der Gruppe. Typische Beispiele dafür sind militärische Stände („Kriegerkasten“) oder religiöse Stände: In der Soziologie der Frühgeschichte – der vorschriftlichen Kulturen – kann jedoch aus dem Auftreten eines bestimmten Standes nicht auf das Vorhandensein einer Ständegesellschaft geschlossen werden. Der Stand kann sowohl in sich vertikal oder horizontal organisiert sein, als auch nach außen eine bestimmte Position innerhalb einer Hierarchie oder Schichtung einnehmen und in eine nicht ständische Gesamtgesellschaft eingebettet sein.
In der Gesamtkultur einer Ständegesellschaft zeichnet sich jeder Stand durch seine eigene Standeskultur aus und trägt gleichzeitig zur Gesamtkultur bei.

## Beispiele
- Die mittelalterliche Ständeordnung: Klerus (Lehrstand, erster Stand), Adel und Patrizier (Wehrstand, zweiter Stand), Bürgertum mit den Handwerkern, Kaufleuten, Grundbesitzern und Beamten sowie den Bauernstand (Nährstand, dritter Stand);
- im Heiligen Römischen Reich die Reichsstände, die Personen und Korporationen, die Sitz und Stimme im Reichstag besaßen;
- die Zünfte und Gilden, sowie die Bauhütten ab dem Hochmittelalter
- im mittelalterlichen und frühneuzeitlichen Territorium die Landstände, die Vertretungen der Stände gegenüber dem Landesherrn;
- im politischen System der Schweiz werden die Kantone noch heute als Stände bezeichnet, der Ständerat ist die föderative Kammer der Schweizerischen Bundesversammlung; auch in Volksentscheiden muss neben den Volksmehr das Ständemehr der Kantone vorliegen;
- im parlamentarischen Sinne Stände als Interessenvertretungen in einem Parlament, sowie im vorrevolutionären Frankreich die Generalstände als Vorläufer des Parlaments;
- der Ständestaat als Selbstbezeichnung des Austrofaschismus, der auf die mittelalterlichen Stände Bezug nahm.

## Abgeleitete Bedeutung im heutigen Gebrauch
- Im bürgerlichen Recht spricht man vom Personenstand (Zivilstand) und Familienstand. Auch das Standesamt hat sich aus der mittelalterlichen Ständeordnung entwickelt.
- Als „Stand“ bezeichnet man in Bezug auf mittelalterliche Zünfte allgemein eine Berufsgruppe, den Berufsstand.
- Das Standesrecht erfasst Berufsgruppen wie Anwälte, Ärzte, Apotheker, Notare oder Wirtschaftstreuhänder – Berufsbilder mit besonderer Verantwortung, die auch heute noch ein eigenständiges Berufsethos kennen; analog bezeichnet man auch verantwortungsvolle Funktionen der Richter und Rechtsanwälte, Lehrer oder Beamten vorrangig mit „Stand“.